# Terpandrus horridus
Terpandrus horridus är en insektsart som först beskrevs av Hermann Burmeister 1838.  Terpandrus horridus ingår i släktet Terpandrus och familjen vårtbitare. Inga underarter finns listade i Catalogue of Life.